# Mémorial de Tannenberg
Le mémorial de Tannenberg est un monument grandiose construit par l'Allemagne de la république de Weimar, entre 1924 et 1927, en province de Prusse-Orientale, pour commémorer la bataille de Tannenberg (1914) où l'Empire allemand a vaincu la Russie tsariste. À la suite de la défaite allemande de la Seconde Guerre mondiale, et en raison de son caractère imposant, il a été détruit en plusieurs fois, entre 1945 et les années 1980, d’abord par les Allemands eux-mêmes au moment de leur retraite puis par les Polonais, occupants de la région à l'issue de la guerre.

## Histoire

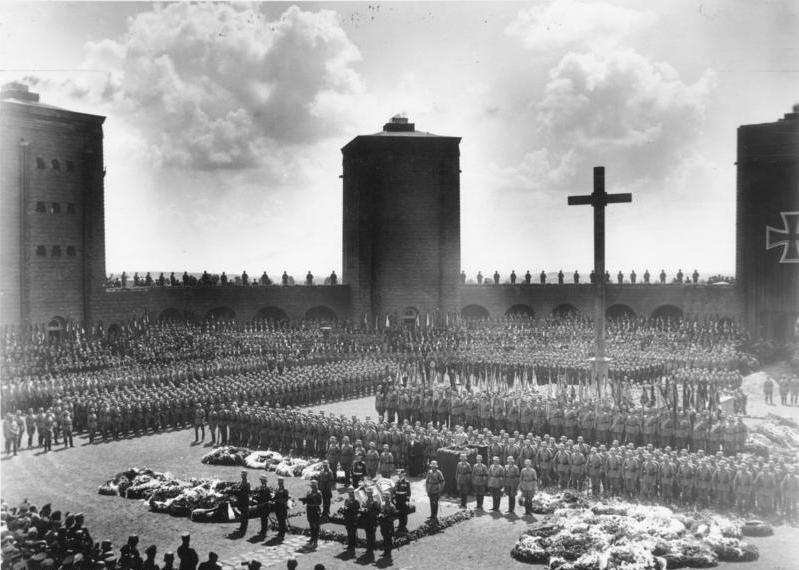
Funérailles du maréchal von Hindenburg, le 7 août 1934.

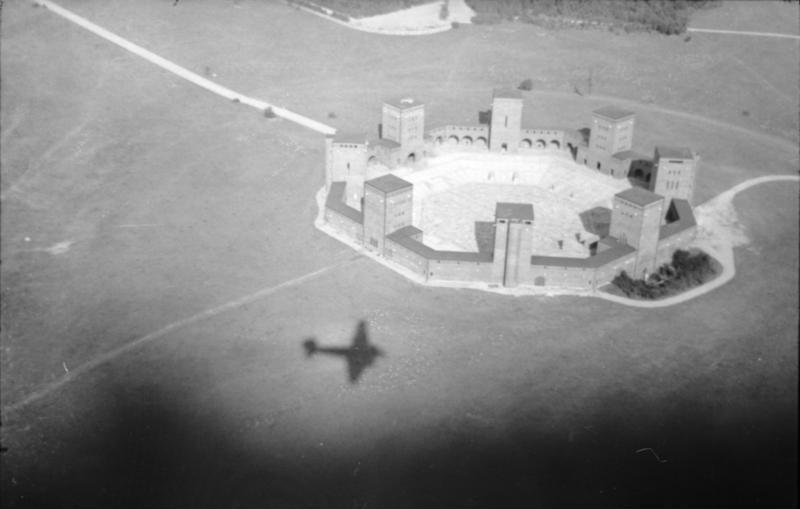
Un avion de la Luftwaffe survole le mémorial, 1944.

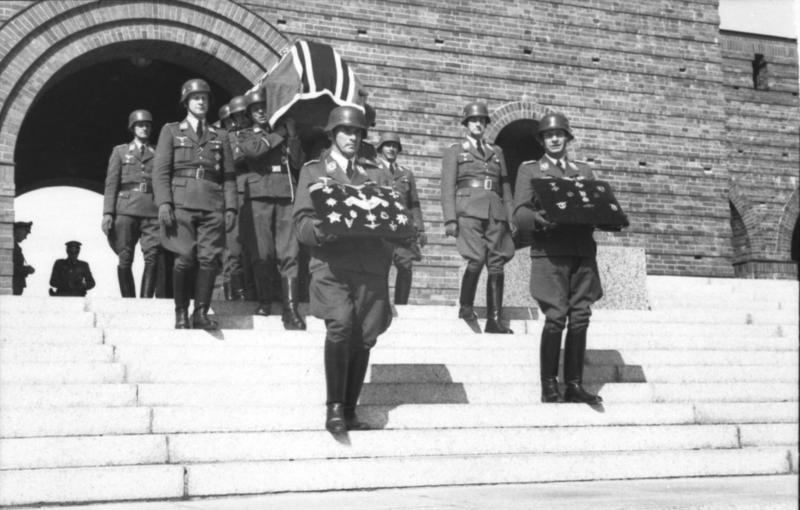
Funérailles du Generaloberst Korten, le 3 août 1944.

Le mémorial de Tannenberg est érigé près de Hohenstein en province de Prusse-Orientale entre 1924 et 1927, grâce à une souscription d'associations d'anciens combattants très marquées à droite,, pour commémorer la bataille de Tannenberg (1914) et la victoire allemande sur l'armée russe tsariste lors de son offensive pour prendre Königsberg au début de la Première Guerre mondiale.
Le plan de ce qui fut le plus grand monument de guerre allemand est l'œuvre d‘architectes berlinois, les frères Walter et Johannes Krüger. L'architecture rappelle fortement Stonehenge, qui date du néolithique, et la forteresse médiévale du Castel del Monte, de plan octogonal, construite pour l'empereur du Saint-Empire romain germanique, Frédéric II de Hohenstaufen, en Italie du Sud. Au centre de chacun des côtés de l'octogone se dressait une tour de vingt mètres de haut en pierres rouges. On avait utilisé du granit de couleur pour les 14 pierres portant les blasons des villes de la  province de Prusse-Orientale qui avaient souffert au cours de la Première Guerre mondiale. Entre le mémorial et la localité de Hohenstein, on avait planté un parc de 7,5 hectares.
Entre 1934 et 1935, sur ordre d'Adolf Hitler, le mémorial est transformé, notamment par le creusement d’une cour intérieure, et il est ensuite rebaptisé « monument aux morts du Reich » (Reichsehrenmal).
À l'intérieur du mémorial proprement dit, une crypte abritait les restes de vingt soldats inconnus qui sont déplacés dans des chapelles latérales quand, le 2 octobre 1935, le président du Reich Paul von Hindenburg y est à son tour enterré.
En août 1944, on y inhume également le corps de deux généraux tués à la suite de l'attentat du 20 juillet 1944, notamment le Generaloberst (à titre posthume) Günther Korten ; cette cérémonie est présidée par le Reichsmarschall Hermann Göring.

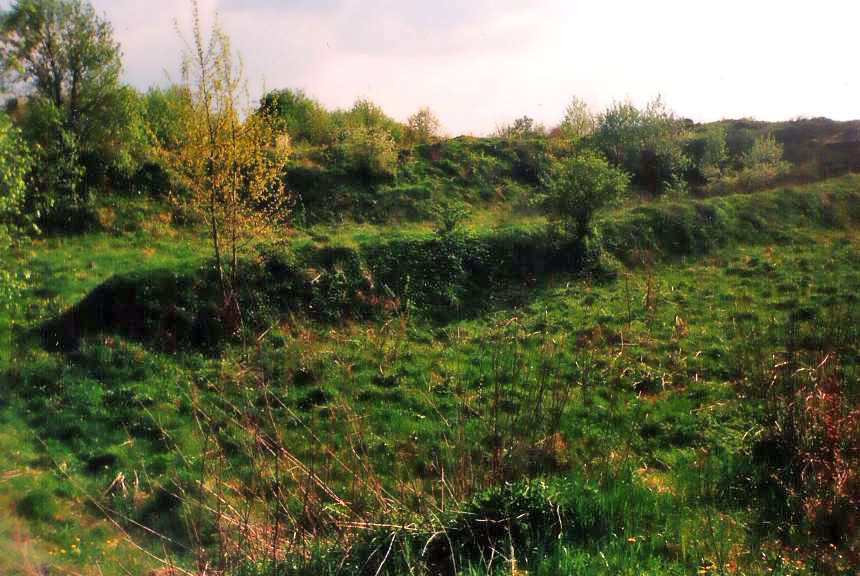
Restes visibles du site, 1998.

En janvier 1945, les unités allemandes en retraite font partiellement sauter le mémorial, sur ordre de Hitler, pour éviter une profanation par l'Armée rouge. Le cercueil de Hindenburg et celui de sa femme sont extraits de la crypte et transférés à Marbourg dans l'église Sainte-Élisabeth. Le cercueil de Korten est transféré dans un cimetière de Berlin.
La destruction du monument a été achevée en 1952 et 1953 par les services du génie polonais. Mais le déblaiement total n'a été effectif que dans les années 1980. Encore aujourd’hui, un monticule atteste la présence de l'ancien monument.